# Gordini T16
Chronologie des modèles (1952-1956 )
Simca-Gordini T11 Gordini T32
La Gordini T16, également connue sous le nom de Gordini Type 16, est une monoplace à roues ouvertes, conçue, développée et assemblée par le constructeur français Gordini, pour les catégories de course de Formule 1 et de Formule 2, entre 1952 et 1956,,.

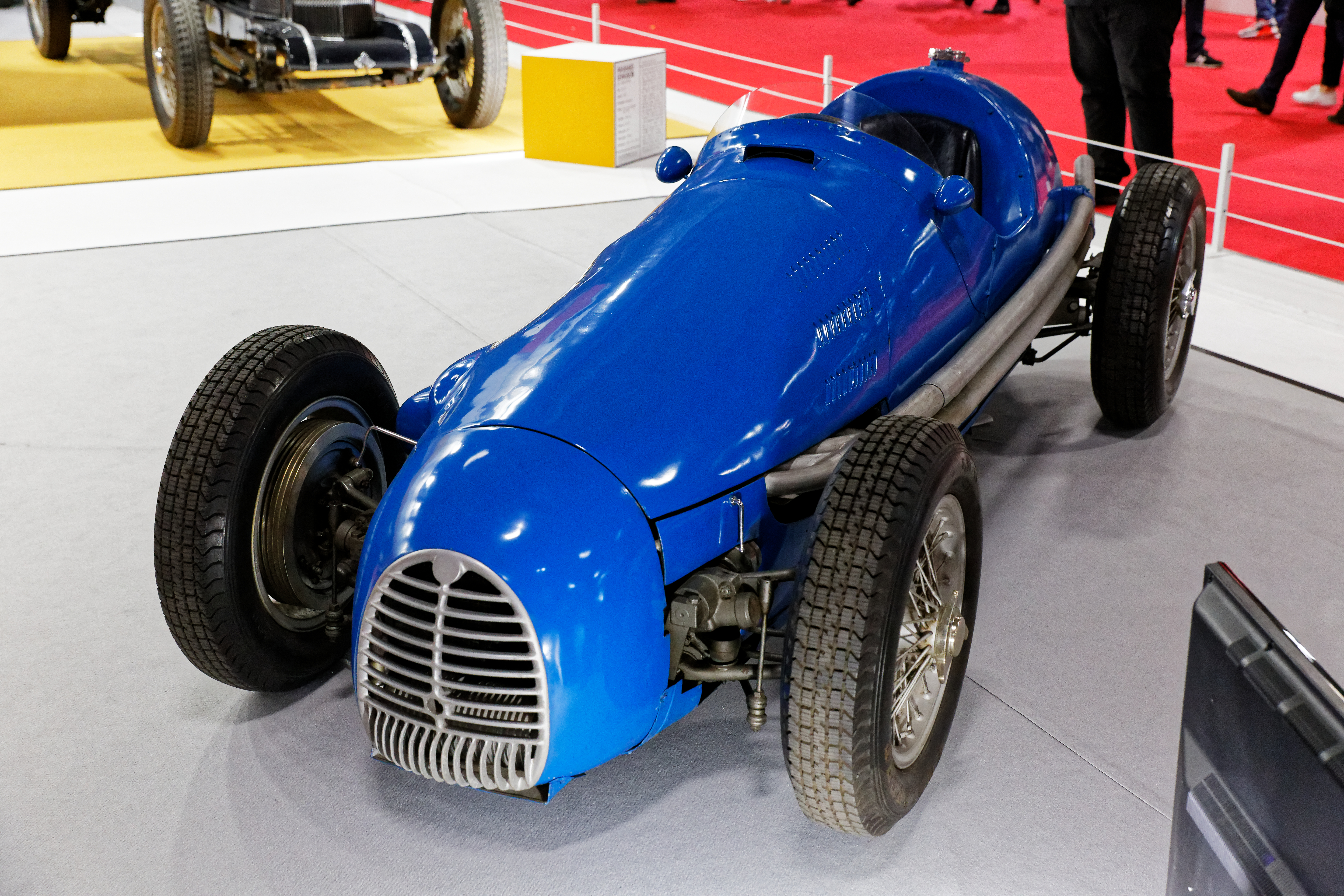
Gordini T16 (1952).
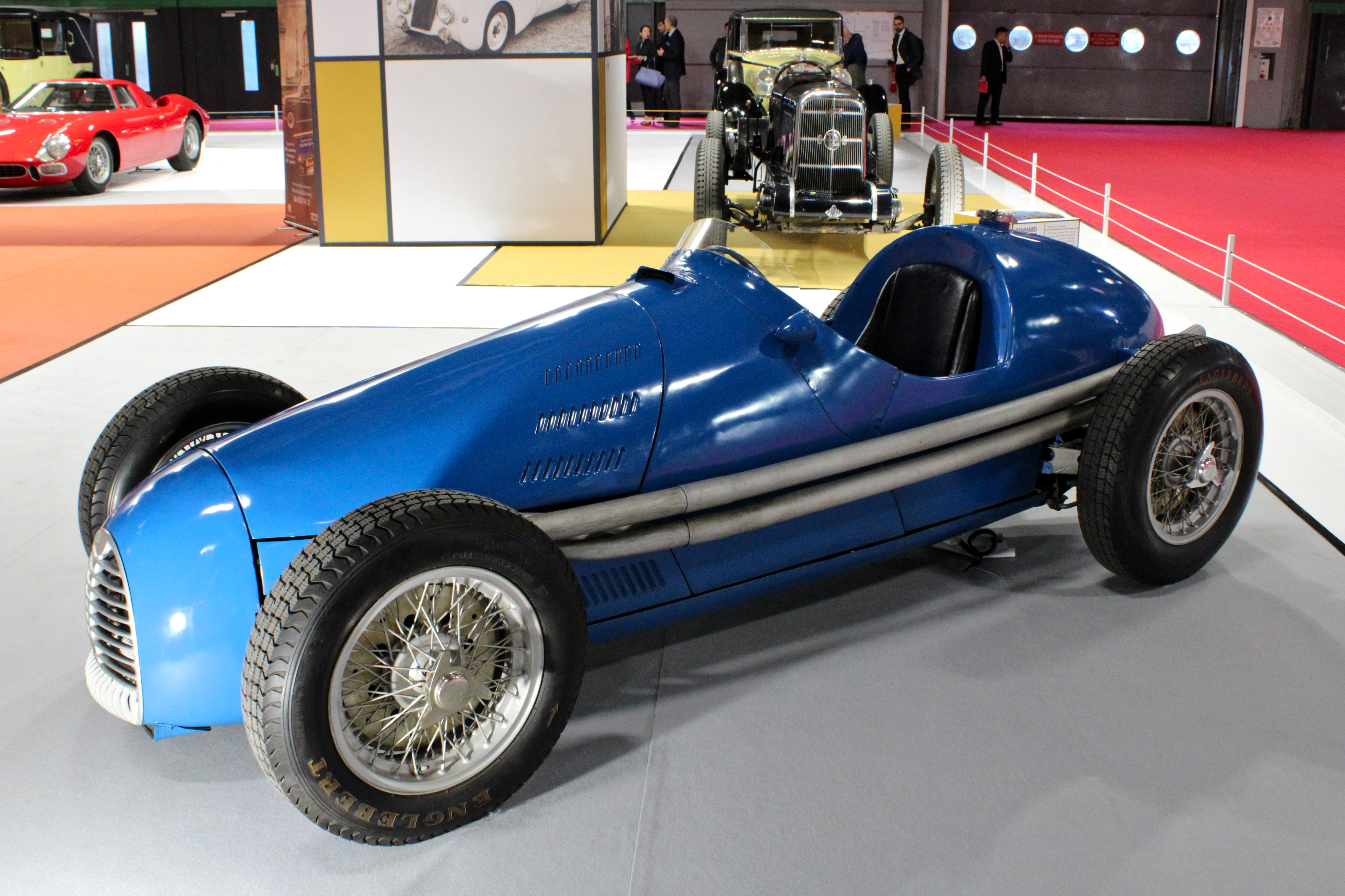
T16 de 1952.
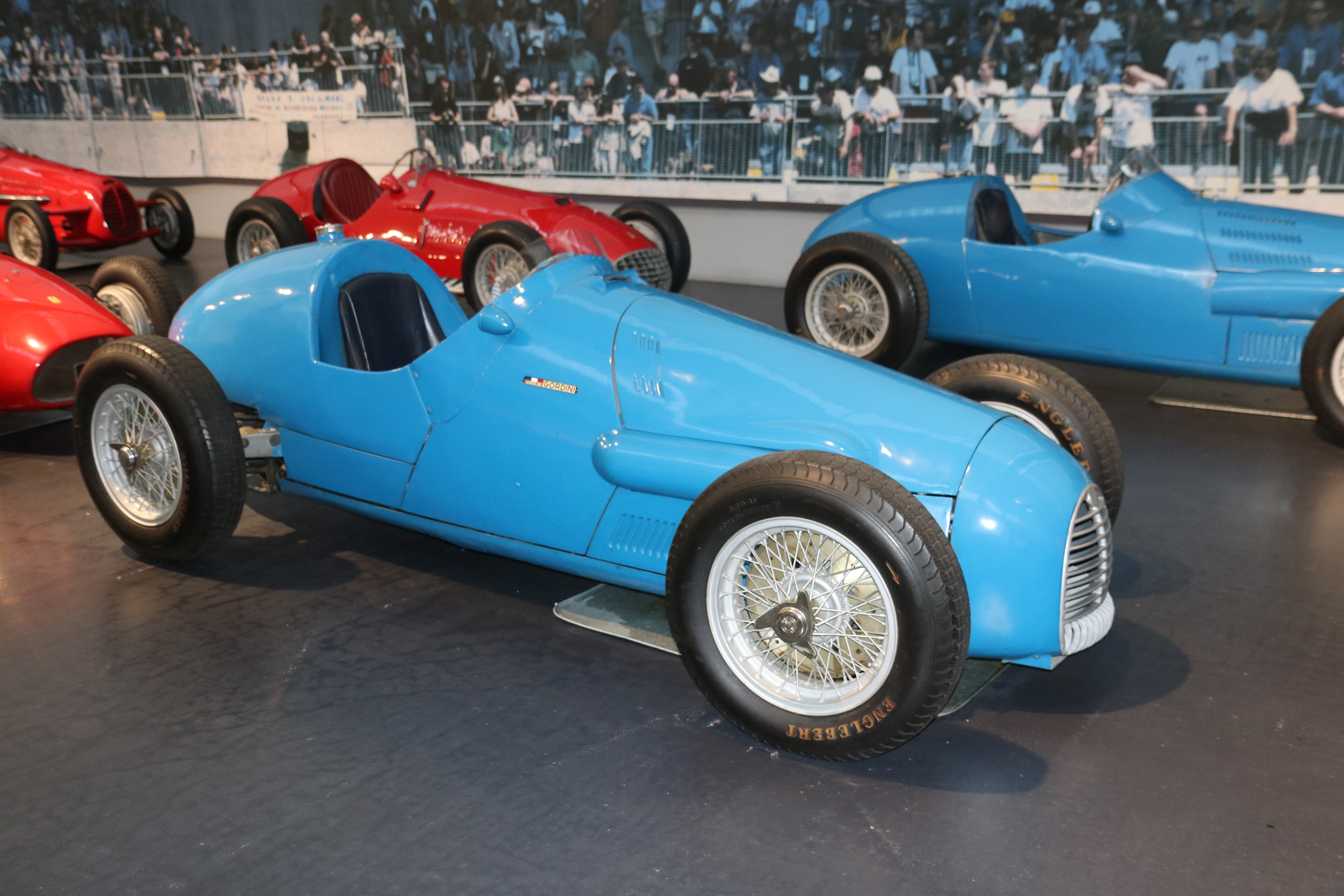
Monoplace de Grand Prix "Type 16" - 1953.